# 玄葉光一郎
玄葉 光一郎（げんば こういちろう、1964年5月20日 ‐ ）は、日本の政治家。立憲民主党所属の衆議院議員（11期）、衆議院副議長（第69代）。
福島県議会議員（1期）、衆議院財務金融委員長、衆議院決算行政監視委員長、内閣府特命担当大臣（「新しい公共」・少子化対策・男女共同参画・科学技術政策）、国家戦略担当大臣（菅直人第1次改造内閣・菅直人第2次改造内閣）、外務大臣（第142代）、民主党政策調査会長（第10代）、民主党福島県連代表、民進党選挙対策委員長、立憲民主党副代表を歴任した。

## 来歴

### 生い立ち
1964年（昭和39年）に福島県に玄葉平五郎の子として生まれる。福島県田村郡船引町（現：田村市）出身。福島県立安積高等学校を卒業後、上智大学法学部に進学。1987年（昭和62年）4月、上智大学を卒業し松下政経塾に入塾する（第8期生）。

### 福島県議会議員
1991年（平成3年）に福島県議会議員選挙に出馬して、初当選する。当時26歳での当選は、県政史上最年少であった。県議時代は自由民主党に所属した。1993年（平成5年）に福島県議を任期途中で辞職。

### 衆議院議員
1993年（平成5年）の第40回衆議院議員総選挙に旧福島2区から無所属で出馬し、初当選。同年11月、非自民の細川内閣が提出した政治改革四法案に賛成、翌月自民党を離党し新党さきがけに入党した。
1996年（平成8年）9月に新党さきがけを離党し、同様にさきがけを離党した鳩山由紀夫や菅直人らを中心に結成された旧民主党に参加する。同年の第41回衆議院議員総選挙では、福島3区から出馬するも自民党の荒井広幸に僅差で敗れ、重複立候補していた比例東北ブロックで復活し、再選。
2000年（平成12年）の第42回衆議院議員総選挙では、コスタリカ方式により荒井に代わって出馬した穂積良行に圧勝して、3選。初めて小選挙区で勝利した。
2000年（平成12年）9月、民主党「第2次鳩山『ネクスト・キャビネット』」でネクスト地方分権・政治改革・行政改革担当大臣に就任し、斡旋利得処罰法案の野党案代表や警察改革、参議院選挙制度、永住外国人の地方参政権問題などを担当した。その後、中央省庁再編に合わせる形でネクスト総務大臣に就任し、国の権限や財源を大幅に地方へ委譲する党の地方分権改革案の策定にあたった。
2003年（平成15年）の第43回衆議院議員総選挙では、第41回総選挙で敗れた荒井広幸に圧勝し、4選（荒井は落選後、参院へ鞍替え）。
2004年（平成16年）菅直人の辞任に伴い、岡田克也が民主党代表に就任。岡田執行部で民主党選挙対策委員長に就任した。中堅議員が候補者の教育・補佐をするチューター制度等、きめ細かな候補者育成制度の導入に尽力した。また超党派でつくるマニフェスト推進議連の共同座長（自民党側の座長は逢沢一郎）に就任し、マニフェスト選挙を推進する。選挙対策の指揮を執った同年の第20回参議院議員通常選挙で、民主党は自民党を1議席上回る50議席を獲得した。
2005年（平成17年）の第44回衆議院議員総選挙では、福島3区で自民党の蓮実進に圧勝し5選。同年9月の民主党代表選挙では、松下政経塾の同期だった前原誠司を支持した。代表に選出された前原のもとで幹事長代理に就任し、前回の総選挙の反省を踏まえ、党の広報戦略を見直すためのメディア戦略室を設置する等、党の機構改革を推進した。前原が偽メール問題で辞任後、後任の小沢一郎代表から幹事長代理の再任の要請を受けたが、固辞した。
2007年（平成19年）3月に民主党の分権調査会長に就任。約2年間の党内議論を経て、国や都道府県の権限・財源を大幅に市町村（基礎自治体）に移譲することを柱とする分権改革報告書「霞が関の解体・再編と地域主権の確立」を発表した。また、2008年（平成20年）1月には、使途が限られる国の個別補助金を廃止して、使い道の自由な一括交付金化することを趣旨とする「ひもつき補助金廃止法案」を取りまとめた。
2007年(平成19年)9月に衆議院青少年問題に関する特別委員長に就任。当時、子どもたちがインターネットの有害情報にアクセスして犯罪に巻き込まれる事件やインターネットを通じての「いじめ」が社会問題になっていたことから、与野党に対応策の検討と調整を促し、未成年が携帯電話を所有する際に有害サイトにアクセスできないようにするフィルタリング(閲覧制限)を義務づけることを柱とする「青少年インターネット環境整備法」を2008年6月に委員長提案として成立させた。
2008年3月に発足した超党派議連の「せんたく議員連合」では世話人・幹事に就任し、地方分権改革分科会の共同座長（自民党側の座長は菅義偉）として地域主権改革の議論をリードした。同年7月27日に福島県郡山市で開かれた民主党福島県連パーティーに参加した岡田克也副代表に対し「最も首相にしたいと思っている人」と発言した。
2009年（平成21年）5月の民主党代表選挙では、無投票による後継の選出では国民からの支持は得られないとして、岡田克也幹事長の擁立に動き、選挙責任者を務めた。同年8月31日の第45回衆議院議員総選挙では、福島5区より国替えしてきた吉野正芳に10万票超の大差で圧勝し6選（得票率は第44回総選挙と同じく全国2位、しかし前回とは異なり吉野は比例復活をしている。）。また、福島県連代表として同年2月に開催された県連定期大会において県内全選挙区で候補者が勝利しなければ責任をとると言明。県連一体となった県内新人候補者への重点的な支援体制を整え、全選挙区での勝利を得た。総選挙後の特別国会では、衆院各派協議会の座長を務め、難航した国会控室や委員長のポストなどの割り振りを取り仕切った。

### 鳩山政権
2009年（平成21年）9月の政権交代に伴い、衆議院財務金融委員長へ就任。11月19日の同委員会における返済猶予法案の質疑で鳩山由紀夫内閣で最初の強行採決を取り仕切る。これに反発した自民党により解任決議案が提出され、公明党と日本共産党とみんなの党が同調した（民主党政権下では最初の解任決議）。同日の本会議における採決では、与党の反対多数により否決された。自身は、マスコミの取材に対し「これまで国会改革をライフワークの一つとして活動してきて、議員の中でもパイオニア的存在と自認してきただけに、ある意味、皮肉と言わざるを得ない。内心、忸怩たる思いだが、全体のスケジュールを考えると仕方なかった。」とコメントしている。
文藝春秋の2010年（平成22年）3月号において、「民主党が持続可能な政権政党になるためには、メディア等で言われている「親小沢か非小沢か」というような対立軸を超えて、小沢幹事長から学ぶべきところを学びつつ、小沢さん一人に頼らなくてもやっていける体制を作り上げなければならない。そのためにも知見を蓄積し、それを次のマニフェストに活かせるような闊達な議論が展開できる場を創設すべきである」と述べている。
2010年5月、「国家財政を考える会」を設立し、代表世話人に就任した。

### 菅政権

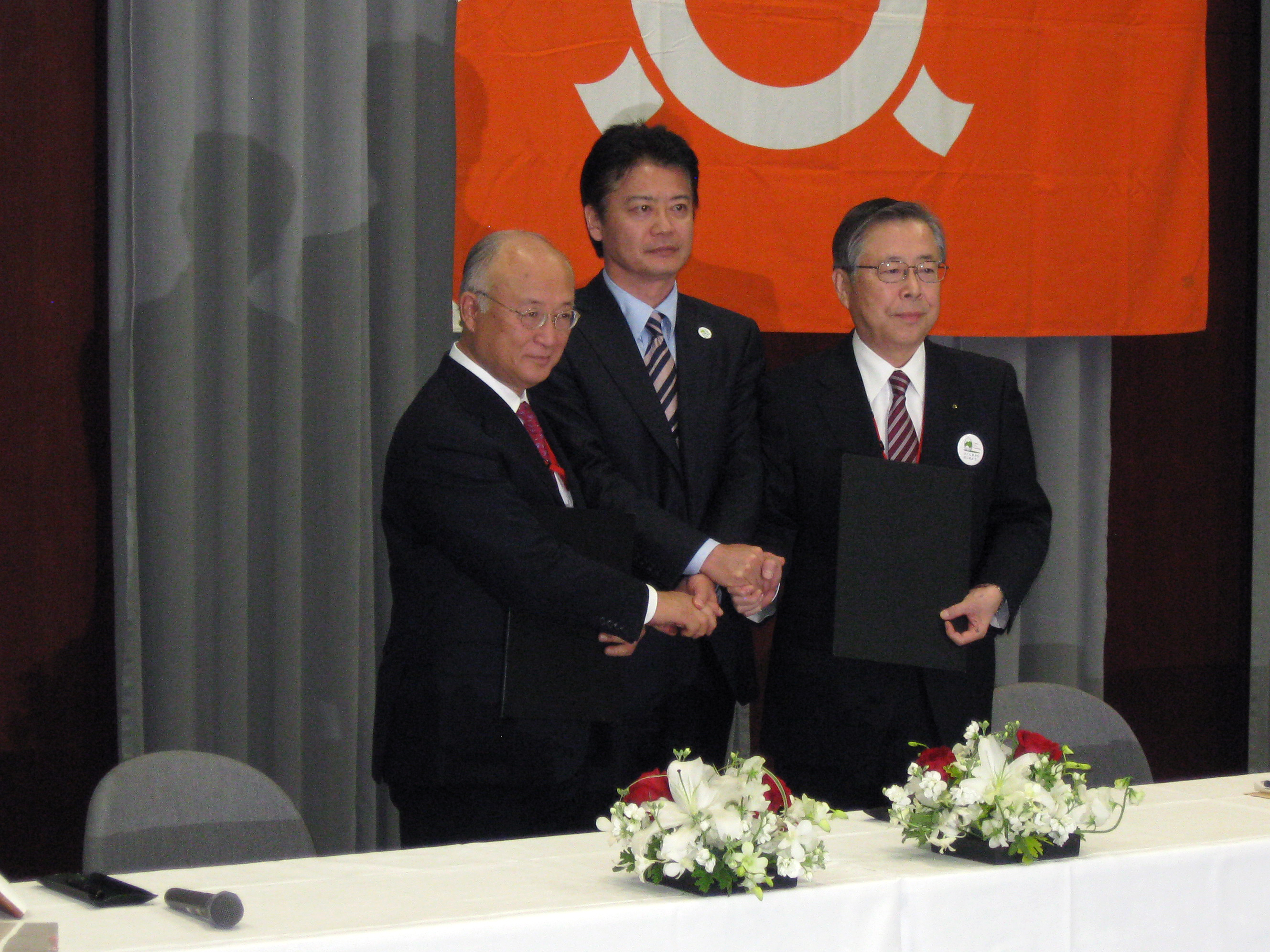
2012年12月15日、原子力安全に関する福島閣僚会議にて国際原子力機関（IAEA）事務局長天野之弥（左）、福島県知事佐藤雄平（右）と

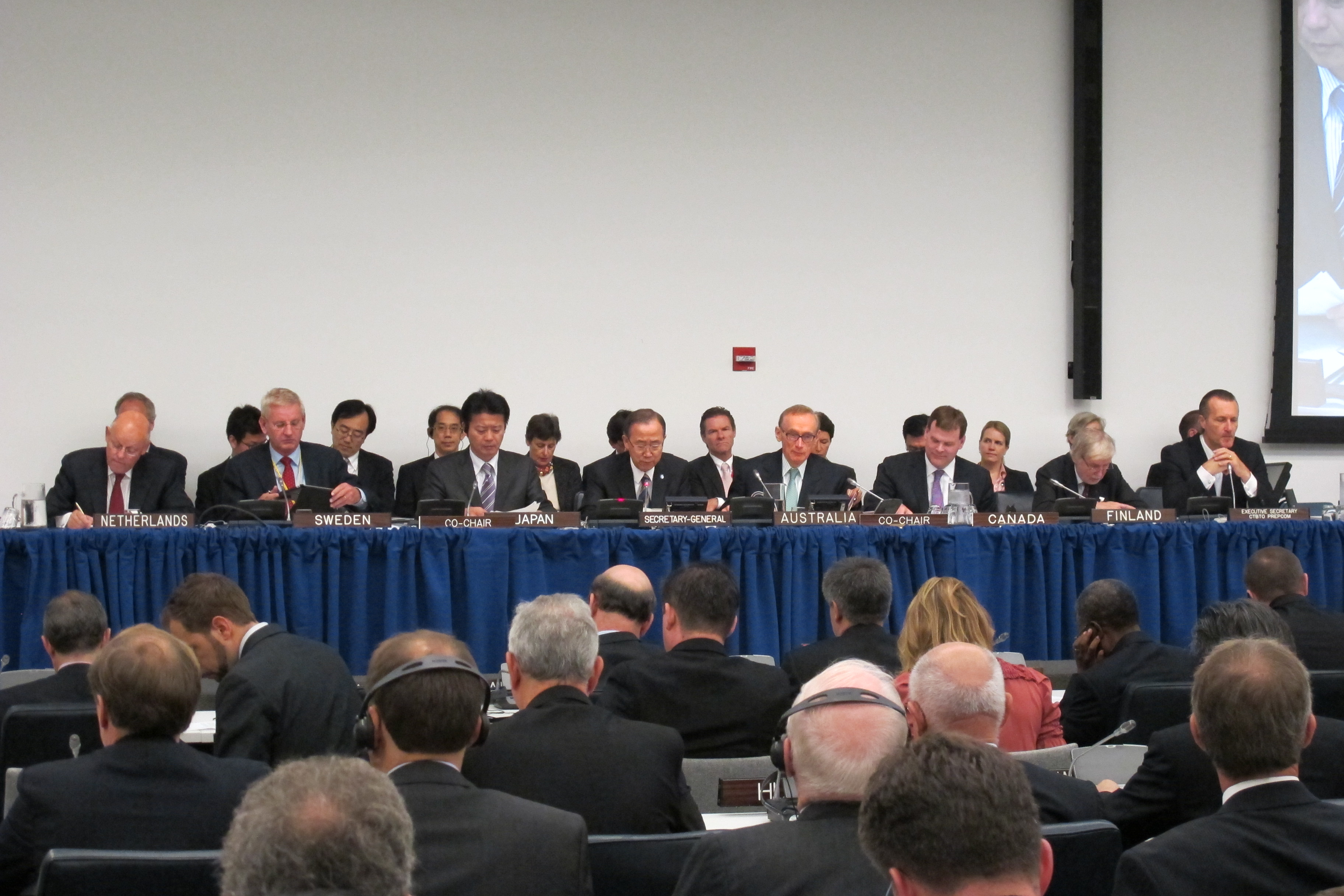
2012年9月27日、第6回包括的核実験禁止条約（CTBT）フレンズ外相会合にて

2010年（平成22年）6月2日、鳩山由紀夫が民主党代表と首相辞任を表明。鳩山の辞任に伴う代表選挙（6月4日投開票）では菅直人の推薦人に名を連ねた。後任の菅直人は、鳩山由紀夫代表の下で「政策決定の政府への一元化」により廃止された党政策調査会を復活させて、玄葉を政策調査会長に任命した。
同年6月8日、菅直人内閣にて内閣府特命担当大臣（「新しい公共」、少子化対策、男女共同参画）に就任。男性初の少子化対策担当大臣となった。また、内閣府特命担当大臣の特命事項とは別に、国務大臣としての担当事項として「公務員制度改革を推進するため企画立案及び行政各部の所管する事務の調整（公務員制度改革担当大臣）」 を担当することになった。同年9月17日の菅第1次改造内閣では、内閣府特命担当大臣（「新しい公共」）に留任。内閣府特命担当大臣としての担当事務は、菅内閣の三つから「新しい公共」の一つとなった。国務大臣としての担当事項も「公務員制度改革を推進するため企画立案及び行政各部の所管する事務の調整（公務員制度改革担当大臣）」から「税財政の骨格や経済運営の基本方針等について企画立案及び行政各部の所管する事務の調整（国家戦略担当大臣）」に変更となった。
同年11月、政調会長兼国家戦略担当大臣として「包括的経済連携に関する基本方針」を取りまとめ、政府に提言。
世界の主要貿易国との間で高いレベルの経済連携を推進するという方針を確認する。TPP（環太平洋経済連携協定）については、情報収集を進めながら国内の環境整備を早急に進めるとともに、関係国との協議を開始するとした。
同年12月、平成23年の税制改正大綱取りまとめにおいて、政調会長として党や関係省庁間の調整に奔走、法人税の実効税率5％引き下げの成案の取りまとめに大きな役割を果たした。
2011年（平成23年）1月14日に発足した菅第2次改造内閣では、内閣府特命担当大臣（科学技術政策）も兼務。また、国務大臣としての担当事項としては「税財政の骨格や経済運営の基本方針等について企画立案及び行政各部の所管する事務の調整（国家戦略担当大臣）」を引き続き担当するとともに、新たに「宇宙開発利用に関する施策を総合的かつ計画的に推進するため企画立案及び行政各部の所管する事務の調整（宇宙開発担当大臣）」 が加わった。
同年3月9日、玄葉に近い議員により、「日本のグランド・デザイン」研究会（玄葉グループ）が結成された。会長の玄葉自身は初会合には欠席した。
同年4月29日、東日本大震災の復旧に充てる第1次補正予算案の成立に向けた3党合意文書を自民党の石破茂、公明党の石井啓一各政調会長と交わした。文書は子ども手当の制度的あり方、高速道路無料化、法人減税などの税制関連法案の取り扱いについて「各党で早急に検討を進める」とし、その前提をもとに赤字国債発行を認める特例公債法案についても、成立に向け「真摯に検討を進める」と明記した。
同年8月4日、子どもに対する手当の制度のあり方について、民主党・自民党・公明党の幹事長・政調会長で合意文書を交わした。合意文書では「平成24年度以降の子どものための現金給付については児童手当法に所要の改正を行うことを基本とする」とした。また、平成24年度までの移行措置として10月から平成24年3月までは「平成23年度における子ども手当の支給等に関する特別措置法案」に基づいて支給するとした。

### 野田政権

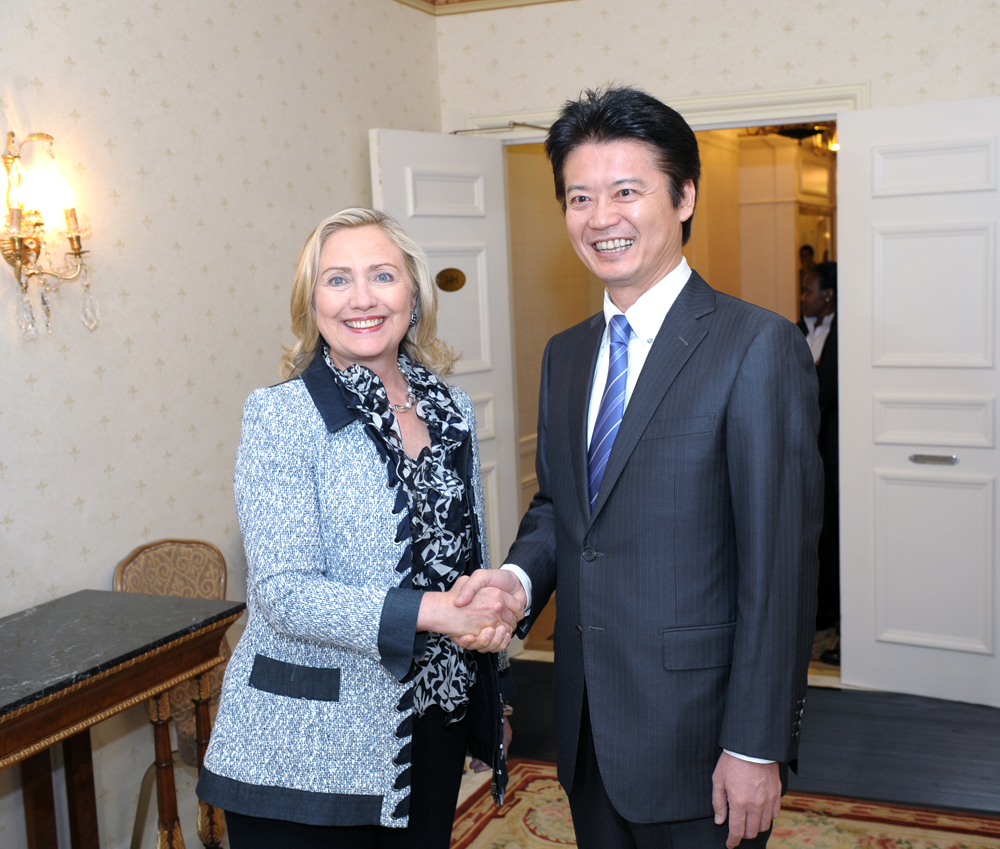
2011年9月19日、アメリカ合衆国国務長官ヒラリー・クリントン（左）と

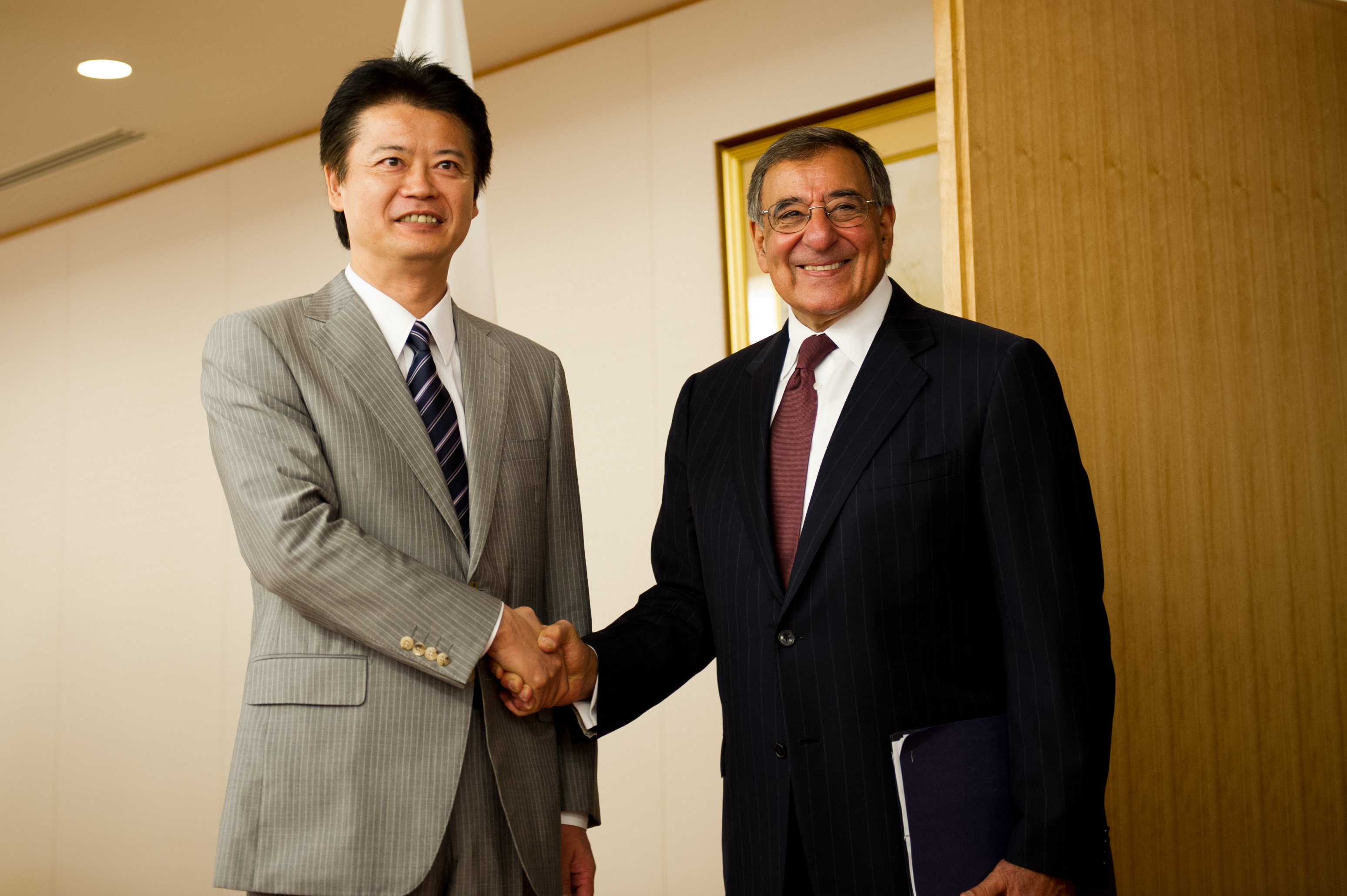
2012年9月17日、アメリカ合衆国国防長官レオン・パネッタ（右）と

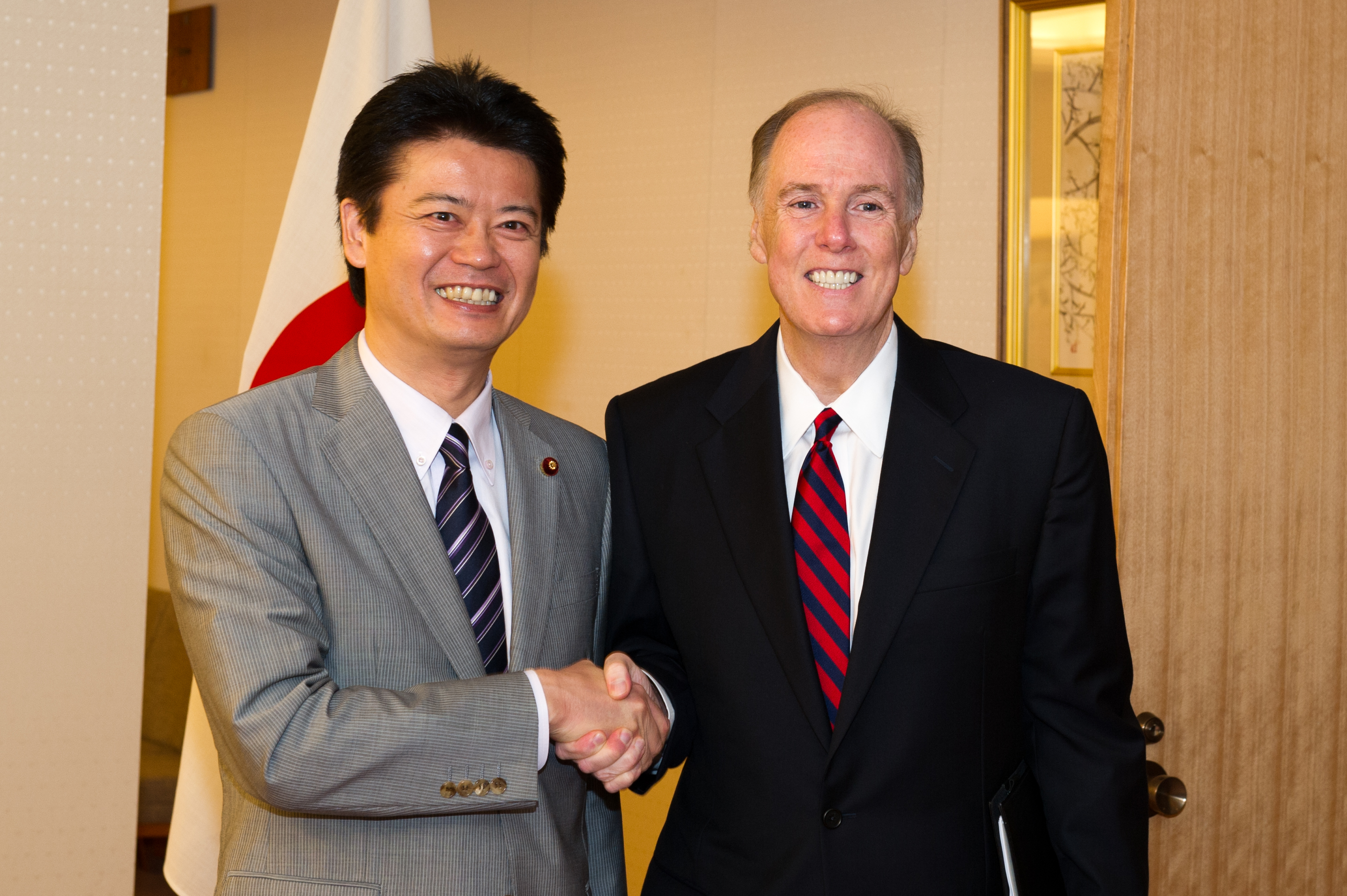
2012年7月26日、アメリカ合衆国国家安全保障問題担当大統領補佐官トーマス・E・ドニロン（右）と

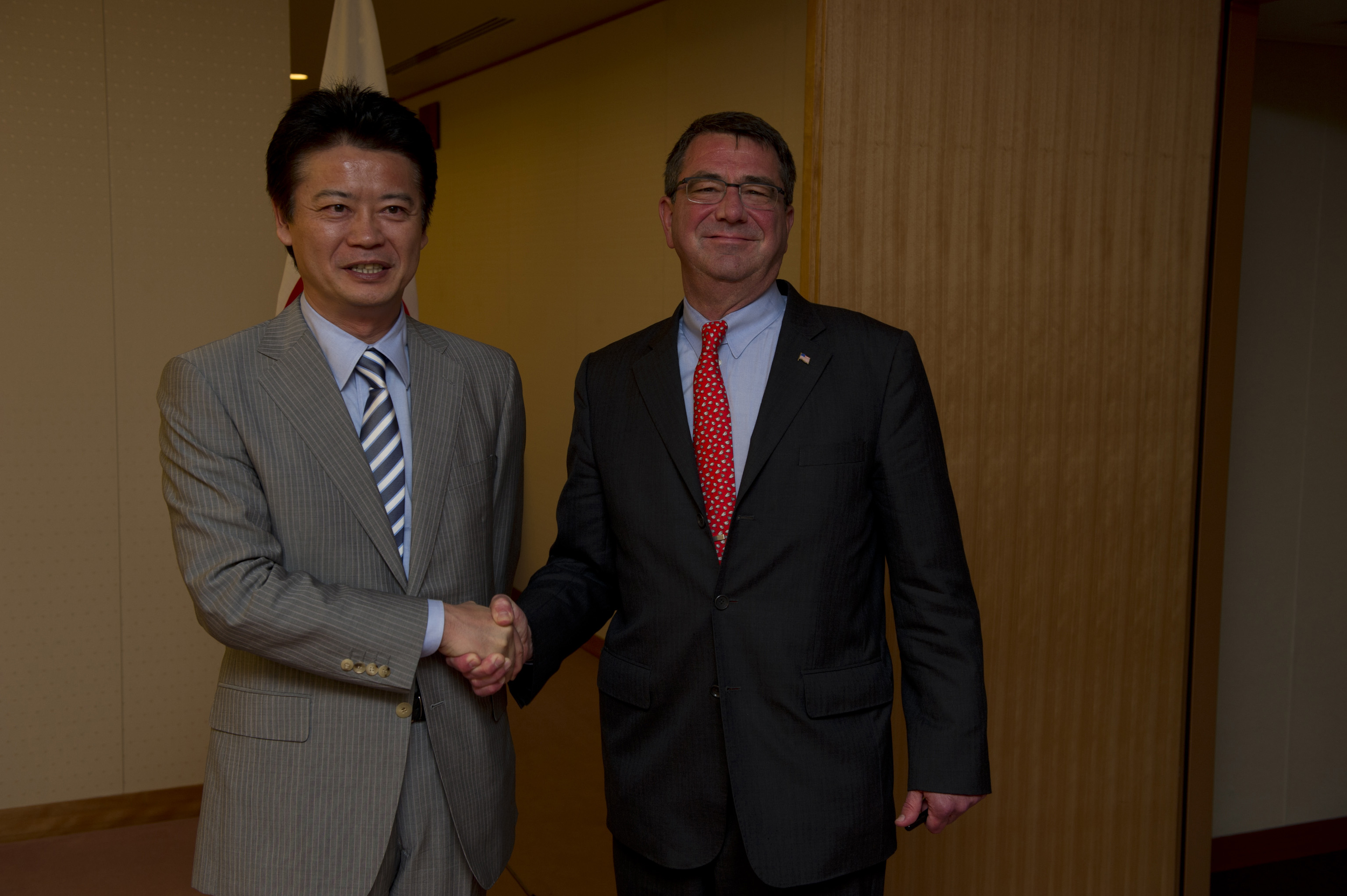
2012年7月20日、アメリカ合衆国国防副長官アシュトン・カーター（右）と

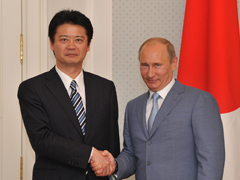
2012年7月28日、ロシア連邦大統領ウラジーミル・プーチン（右）と

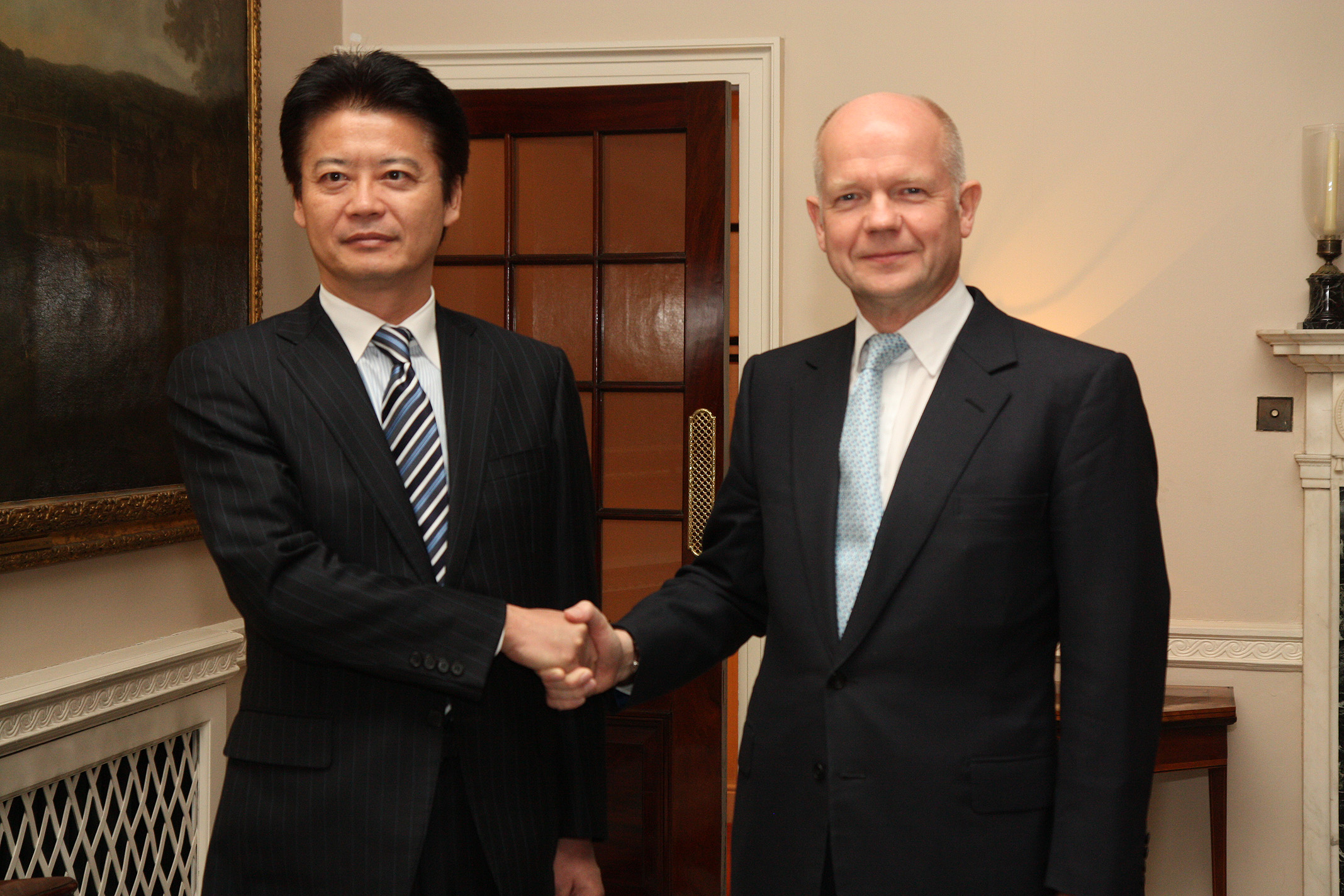
2012年10月17日、英国外務大臣ウィリアム・ヘイグ（右）と

2011年（平成23年）9月2日に発足した野田内閣で野田に抜擢される形で外務大臣に就任。47歳での外相就任は前任の前原誠司を抜いて戦後最年少であり、「若すぎる」「40代に外務大臣は荷が重い」などと一部メディアに書かれる等しており、さらに、前任の前原が献金問題等で引責辞任していたこともあり、就任当初は能力を疑問視する意見も大きかった。
外務大臣就任記者会見において、「現代の政治家の役割は豊かさを次世代に引き継ぐこと」と述べた上で「論語」の孔子の言葉（「政を問う。子曰く、食を足らしめ、兵を足らしめ、民をして信あらしめよ。」）を引用し国益は「外交・安全保障」（兵）、「繁栄」（食）、「価値」（信）であるとして、日本外交の責任者として東アジアのリスクを最小化して成長の機会を最大化し国益を最大化する考えを表明した。その自らの外交スタイルとして、大言壮語せず着実に成果を上げる結果重視の「実（じつ）のある外交」を進めるとしている。「戦略の本質は『逆転現象』（ピンチをチャンスに転じる）」であるとして、日本は構想力をもって「課題解決のトップランナー」として世界の信頼を勝ち得ることにより国際社会でのプレゼンスを高められるという考えを述べている。
同年11月24日、日米両政府は、「公務中に犯罪を犯した軍属」に対する裁判権の行使について新たな枠組みに合意した。日米地位協定の下、これまでは米軍人・軍属の公務中の犯罪について米側が第一次裁判権を持っており、事実上、米軍属による公務中の犯罪は懲戒処分しか科されない状態が続き問題になっていた。この合意により、米側が刑事裁判にかけない場合、被害者が死亡した事案などについて日本側が裁判権を行使することへの同意を要請することができ、これに対して米側が好意的考慮を払うこととなり、実際に、2011年1月12日の沖縄市での米軍属による交通死亡事故について日本側が裁判権を行使した。また、米軍人・軍属が公の催事での飲酒後に自動車を運転することが公務として取り扱われ得る余地があったが2011年12月16日、日米両政府は、1956年（昭和31年）の日米合同委員会合意を改正し、公の催事での飲酒の場合も含め、飲酒後の自動車運転による通勤は、いかなる場合であっても、日米地位協定の刑事裁判権に関する規定における公務として取り扱わないことで合意した。こうした具体的な改善に対し、仲井眞弘多沖縄県知事は一定の評価をしている。
普天間飛行場移設問題については、2006年（平成18年）のロードマップにおいて「普天間飛行場の代替施設に関する進展」、「在沖縄海兵隊のグアム移転」、「その結果生ずる嘉手納以南の土地の返還」の3つの措置をパッケージとして進めることとされていたが、2012年（平成24年）2月8日、「在沖縄海兵隊のグアムへの移転」と「その結果として生ずる嘉手納以南の土地の返還」の双方を、「普天間飛行場の代替施設に関する進展」から切り離すことについて公式な議論を開始したことを発表した。このアイデアは、2011年12月19日の日米外相会談で玄葉からクリントン国務長官に対して静かに協議を始めることを提案したことが契機とされている。こうした玄葉の取組に対して「普天間基地の固定化」につながるとの声もあるが、玄葉は、「普天間の固定化はあってはならない」と否定し、普天間問題が膠着状態にあることにより、日米同盟の深化が進んでいないという印象を与えることは周辺諸国に対しても誤ったメッセージを与えるため、パッケージを切り離した方が日米同盟全体にとって有効であり、その方が普天間をめぐる問題も早く進むと述べている。
野田佳彦内閣総理大臣が2012年（平成24年）中に行った3度の内閣改造においていずれも留任する。同年12月16日の第46回衆議院議員総選挙では、民主党に猛烈な逆風が吹き荒れる中、福島3区で自民党の菅野佐智子をダブルスコア以上の大差で下し7選。なお、玄葉は野田政権下で発足時から退陣まで一貫して閣僚を務め、かつ第46回衆議院議員総選挙で当選した唯一の閣僚である。また、余計なことは言わず、首相である野田の意向に沿った堅実な外務を主とし、民主党政権で課題となっていた懸案事項を次々に処理し、一定の目処を立てたことから、野党議員からの支持も高く、政権復帰した自民党議員の一部からも、「外務大臣は継続性という観点から、玄葉さんを続投させても良かったのでは」と意見が上がったほどである。

### 民主党下野後
2014年（平成26年）の第47回衆議院議員総選挙では、福島3区で自民党の上杉謙太郎に圧勝し8選。
2015年（平成27年）の民主党代表選挙では岡田克也の選対本部長を務め、岡田執行部にて選挙対策委員長に就任。

### 民進党
2016年（平成28年）3月、民主党と維新の党が合流して結成された民進党に参加し、民進党執行部発足後も選挙対策委員長に留任した。同年9月、衆議院決算行政監視委員長に就任。
2017年（平成29年）9月28日、衆議院が解散。同日、民進党は希望の党への合流を決定。
同年9月29日早朝、希望の党の小池百合子代表と民進党の前原誠司代表は新宿区内のホテルで会談。「候補者調整については、希望の党の若狭勝と民進党総合選対本部長代行の玄葉が実務的な話し合いを進める」ことが確認された。同日10時頃、玄葉は若狭と会い、候補者調整に着手。同日午後、小池は定例記者会見で安保法制の容認と憲法改正などを条件に掲げ、民進党内の左派、リベラル系議員を排除すると明言した。玄葉は若狭との間で候補者の受け入れを巡り、9月30日も協議を続ける。
これに反発した民進党の枝野幸男代表代行は、民進党に離党届を提出し同年10月3日午前、新党「立憲民主党」を設立した。同日午後、玄葉と希望の党の細野豪志、若狭は参議院議員会館で記者会見し、希望の党の1次公認を発表。この時点で民進党の立候補予定者約200人のうち、希望の党の公認を得られるのは半数程度であることが明らかとなり、玄葉は「それぞれ苦渋の思いもしながら、つらい作業だったが、今回第1次公認という形でまとめた」と述べたほか、「公認されなかった人には心苦しい」と険しい表情で何度も謝罪した。
同年10月6日、玄葉は「（民進側で）公認漏れになった方々をたくさん出してしまった。心苦しいし、潔しとしない」と述べ、事実上責任を取る形で民進党に籍を置いたまま無所属で出馬する意向を表明。希望の党からも立憲民主党からも公認を受けなかった。10月15日夜、毎日新聞は第48回衆議院議員総選挙の中盤情勢を発表。「希望の党は最大で54議席にとどまる見通しで、結成当初の勢いは感じられない」と報じた。10月18日、玄葉は会津若松市であった希望の党候補の集会で「『排除』という言葉を使わなかったら、今ごろ自民党と競っていた」と述べ、小池を批判した。
同年10月22日に執行された第48回衆議院議員総選挙で、自民党の上杉謙太郎らを大差で破り、9選を果たした。

### 無所属の会
2018年（平成30年）4月26日、民進党と希望の党が合流し結成する新党「国民民主党」に参加せず、離党して無所属で活動する意向を表明。
同年12月13日には無所属の会から立憲民主党会派に移籍しない意向を明らかにした。

### 社会保障を立て直す国民会議
2019年（平成31年）1月16日、「無所属の会」の会派名変更という形で会派「社会保障を立て直す国民会議」の設立に参加し、幹事長に就任。

### 新・立憲民主党
2020年（令和2年）9月、立憲民主党と国民民主党が合流し結成した「（新）立憲民主党」に参加し、副代表に就任。
2021年（令和3年）10月の第49回衆議院議員総選挙においては、自民党の上杉との差が前回より縮まったものの小選挙区で10選を果たした。
同年の立憲民主党代表選挙では当初「6、7人から『出るなら支える』と電話をもらっている」と述べ、「極めて慎重に検討している」と語っていたが、11月10日のBS-TBS番組で「中堅が意欲を示しているので、私がしゃしゃり出ることはない」と述べ、立候補しない考えを示した。
2022年（令和4年）9月13日、新たに設置された立憲民主党ネクストキャビネットにおいて、ネクスト外務・安全保障大臣（拉致問題、ODA）に就任。年末に予定される政府の防衛3文書改定を見据え、党の外交・安保政策をとりまとめる議論に着手。12月20日「外交・安全保障戦略の方向性」を発表した。会見において「多様な意見があったが、責任政党として現実的な内容にとりまとめることとができた」と述べた。
同年11月18日、衆議院選挙区の新しい区割りである「10増10減」の改正公職選挙法案が参議院で可決され、福島県内の選挙区は5から4に削減され、各選挙区の区域が変更された。
2023年（令和5年）5月23日、立憲民主党は、新しい福島2区（郡山市、須賀川市、田村市、岩瀬郡、石川郡、田村郡）に玄葉を擁立すると決定した。
2024年（令和6年）9月に行われた立憲民主党代表選挙では吉田晴美の推薦人に名を連ねたが、野田佳彦を支持すると表明した。吉田を推薦した理由は「代表選の構図全体を考えた」としている。
同年10月3日、自由民主党福島県連は、不出馬を決めた根本匠の後継として、長男の根本拓を擁立する方針を固めた。10月15日、第50回衆議院議員総選挙が公示され、福島2区からは玄葉、根本拓、日本共産党新人の元須賀川市議会議員の丸本由美子の3人が立候補した。10月27日、総選挙執行。投票締め切りの20時直後に福島テレビは玄葉の当選確実を報じ、玄葉は11期目の当選を果たした。
2024年（令和6年）10月の第50回衆議院議員総選挙においては小選挙区で11選を果たし、第215回国会において衆議院副議長に選出された。

## 政策・主張

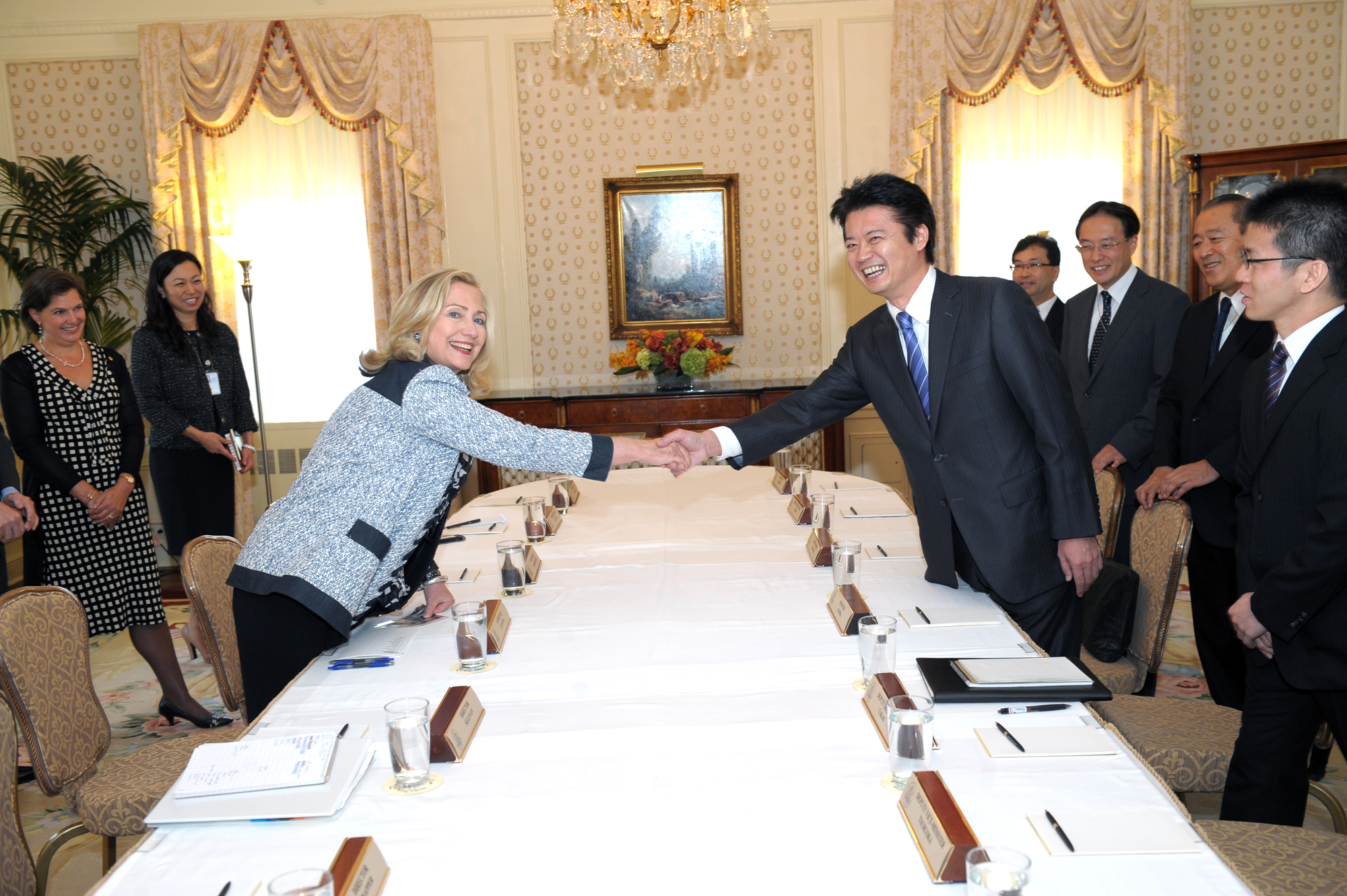
2011年9月19日、アメリカ合衆国国務長官ヒラリー・クリントン（左）と

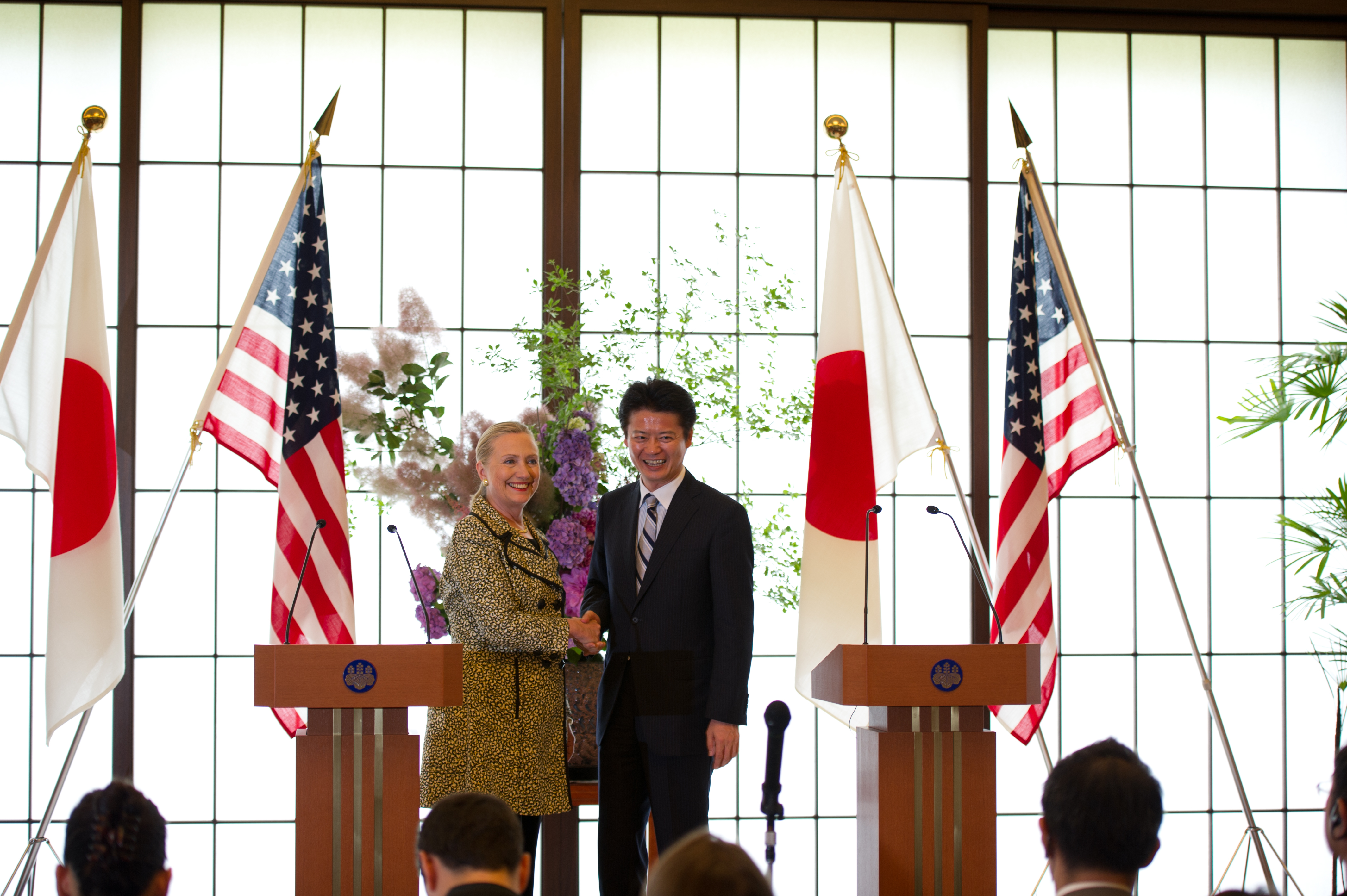
2012年7月8日、東京で行われたアメリカ合衆国国務長官ヒラリー・クリントンとの共同記者会見にて

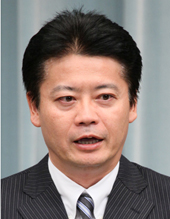
内閣広報室より公表された肖像（2010年 撮影）

### 政治的立場
立憲民主党内では保守系とされ、共に松下政経塾出身で保守派の野田佳彦や前原誠司と親しい間柄にある。
- 公式ページでは、以下の7項目を政策にあげている[42]。
  - 福島の復興
  - 出生率と女性の就業率の上昇
  - 技術革新
  - 高いレベルの経済連携と足腰の強い農林水産業の両立
  - 質の高い教育
  - エネルギー政策の再構築
  - 外交・安全保障の体制強化

### 外交・安保
- 集団的自衛権の行使を禁じた政府の憲法解釈を見直すことに賛成[43]。
- 日本の核武装について検討すべきでないとしている[43]。
  - 核兵器の開発や保有などを禁じる「核兵器禁止条約」にオブザーバー参加すべきとしている[44]。
- 憲法改正を行い自衛隊の存在を憲法に明記することに賛成[43][45][44]。
- 防衛費の一程度の増額はやむを得ないとする。また、その財源に関して赤字国債に頼るのは無責任であり、他の歳出減や新たな税収、もしくはその両方の組み合わせを基本とすべきとしている[46]。
  - サイバー分野の強化が重要であるとし、「サイバー省」の新設を選択肢に挙げている[46]。
  - 「専守防衛の枠内」での反撃能力を保有すべきとしている[46]。

### 経済・財政
- 日本のTPP参加に賛成[43]。
- 原子力規制委員会の新基準を満たした原発は再開すべきとしている[43]。
  - 脱炭素のためだとしても、原子力発電に依存すべきではなく、再エネを主力電源にすべきとしている[45][44]。
- 財政健全化に向けて、国と地方をあわせた基礎的財政収支を2025年度に黒字化する政府の目標の先延ばしはやむを得ないとしている[44]。
- 消費税は当面は10％を維持すべきとしている[47]。

### その他
- 選択的夫婦別姓制度導入にどちらかというと賛成[48][44]。
- 同性婚法律に明記することにやや賛成[45]。
- 健康増進法を努力規定ではなく義務規定として、受動喫煙防止を徹底することに反対[49]。
- 女性天皇に賛成[47]。

## 活動

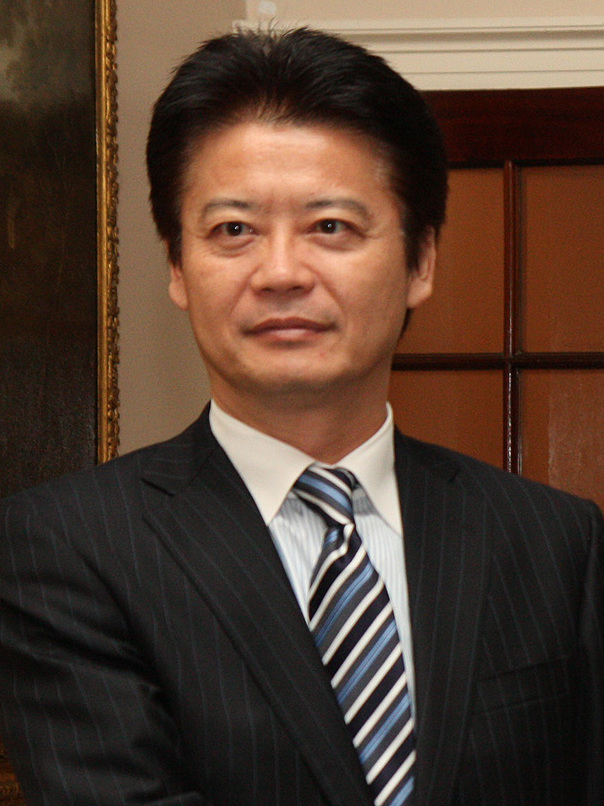
2012年10月17日、イギリスのロンドンにて

- 日韓併合100年にあわせて2010年8月に発表された菅直人首相談話について、8月6日のインタビューで「文字通り慎重に検討してほしい」と求めた。また「まさかあり得ないと思うが、賠償、補償の話が蒸し返されるなどということが絶対あってはならない。それは日韓条約ですでに解決済みの話だ」と述べ、談話が賠償問題につながりかねないと懸念を示した[50]。8月10日、首相談話[51] の閣議決定にサインしたことについて記者会見で「（談話に）積極的かそうでないかと聞かれれば、積極的ではない」とした上で、賠償問題に関する自身の懸念については「担保されていると思いました」と答えた。その一方で、談話は政府の責任で出されるが自身は党の政調会長でもあるため「民主党の中は様々な意見があります」「固まってから持ってきてもらっても、こちらとして注文がつけにくい」と述べ、菅直人首相と仙谷由人内閣官房長官に対して「今後にあってはやはりかなり早い段階で御相談いただきたい」と要望したことを明らかにした[52]。
- 民主党政調会長として、菅首相が退陣する条件の一つに挙げた特例公債法案の成立に向けた民主・自民・公明3党による合意を主導した[53]。また野党との折衝に当たり、東日本大震災の復興支援策を協議した。
- 2012年3月26日の参議院予算委員会において、自民党の山谷えり子から慰安婦問題について質問を受け、「（旧日本軍による慰安婦の）強制連行の証拠はないが否定はできない」と発言し、再度同様の質問に対しては「河野談話に同じ」と答弁した。
- 2012年10月19日に行われた国連安全保障理事会の非常任理事国選挙で日本は投票先を公表していないが、西田恒夫国連大使は玄葉の指示を受けて韓国に投票したという。これは北朝鮮への制裁などで韓国と連携する重要性を考慮したものとみられる[54]。
- 2021年7月28日の衆院内閣委員会閉会中審査において東京五輪で韓国が福島県産の食材を避けるために独自の給食センターを設けたり、メダリストに贈られるブーケに放射能の懸念があると一部メディアが報道したことについて「ここまでくると侮辱だ。本当に丹精こめて、思いをもって作っている。食材も（安全性を証明する）GAP認証をしている」と強い怒りを表明し、国際オリンピック委員会に対する抗議を含め、加藤勝信官房長官が韓国側の対応に「コメントは差し控えたい」と述べたことについて「大人の対応をしすぎだ。言うべきことは言うべきだ」と指摘した。また、韓国について「感情が優先するとか、科学的合理的な思考が不得手ではないかという声もある。」と批判した上で「今回、静観したら風評被害は拡大する。IOCに抗議し、厳重注意を求めるくらいはやったらいい」と強い対応を政府に求めた[55]。

## 人物
- 野田佳彦に並び、党内保守中道派の重鎮とされている。
- 身長181cm。
- 座右の銘は「不失恒心」「人間万事塞翁が馬」「知足」[2]。
- 尊敬する人物は石橋湛山、ウィンストン・チャーチル[2]。
- 趣味は映画鑑賞、読書、スポーツ[2]。特に映画鑑賞は、党の役職が無役の時は頻繁に映画館に足を運んでいたという。
- 喫煙者である[49]。
- 実家は旧船引町の酒蔵「玄葉本店」で、「あぶくま」という銘柄の製造・販売で知られる。

## 親族
- 父方の祖父にあたる大河原正吉は、福島県岩瀬郡鏡石町の町長を務めた。
- また、母方の祖父にあたる玄葉与光は、福島県田村郡船引町の町長を務めた。
- 妻の父である佐藤栄佐久は、参議院議員や福島県知事などを歴任した。
- 自身のブログで娘がいることを明かしている。

## 所属団体・議員連盟
- 国家財政を考える会（代表世話人）

## 選挙歴
| 当落 | 選挙                     | 執行日         | 年齢 | 選挙区        | 政党       | 得票数     | 得票率 | 定数 | 得票順位 /候補者数 | 政党内比例順位 /政党当選者数 |
| ---- | ------------------------ | -------------- | ---- | ------------- | ---------- | ---------- | ------ | ---- | ------------------ | ---------------------------- |
| 当   | 1991年福島県議会議員選挙 | 1991年4月7日   | 26   | ーー          | ーー       | ーー票     | ーー   |      | /                  | /                            |
| 当   | 第40回衆議院議員総選挙   | 1993年07月18日 | 29   | 旧福島県第2区 | 無所属     | 5万5096票  | 12.69% | 5    | 3/9                | /                            |
| 比当 | 第41回衆議院議員総選挙   | 1996年10月20日 | 32   | 福島県第3区   | 旧民主党   | 8万8214票  | 44.40% | 1    | 2/4                | 2/2                          |
| 当   | 第42回衆議院議員総選挙   | 2000年06月25日 | 36   | 福島県第3区   | 民主党     | 11万8385票 | 53.77% | 1    | 1/3                | /                            |
| 当   | 第43回衆議院議員総選挙   | 2003年11月09日 | 39   | 福島県第3区   | 民主党     | 11万606票  | 52.04% | 1    | 1/3                | /                            |
| 当   | 第44回衆議院議員総選挙   | 2005年09月11日 | 41   | 福島県第3区   | 民主党     | 14万3850票 | 68.55% | 1    | 1/2                | /                            |
| 当   | 第45回衆議院議員総選挙   | 2009年08月30日 | 45   | 福島県第3区   | 民主党     | 15万9826票 | 73.76% | 1    | 1/2                | /                            |
| 当   | 第46回衆議院議員総選挙   | 2012年12月16日 | 48   | 福島県第3区   | 民主党     | 10万7737票 | 62.33% | 1    | 1/3                | /                            |
| 当   | 第47回衆議院議員総選挙   | 2014年12月14日 | 50   | 福島県第3区   | 民主党     | 9万4462票  | 59.99% | 1    | 1/3                | /                            |
| 当   | 第48回衆議院議員総選挙   | 2017年10月22日 | 53   | 福島県第3区   | 無所属     | 9万2930票  | 56.62% | 1    | 1/3                | /                            |
| 当   | 第49回衆議院議員総選挙   | 2021年10月31日 | 57   | 福島県第3区   | 立憲民主党 | 9万457票   | 54.24% | 1    | 1/2                | /                            |
| 当   | 第50回衆議院議員総選挙   | 2024年10月27日 | 60   | 福島県第2区   | 立憲民主党 | 12万3256票 | 53.95% | 1    | 1/3                | /                            |